# Luxiaria nigripalparia
Luxiaria nigripalparia är en fjärilsart som beskrevs av Walker 1862. Luxiaria nigripalparia ingår i släktet Luxiaria och familjen mätare. Inga underarter finns listade i Catalogue of Life.